# Проспект Коста (Владикавказ)
Проспект Коста́ (осет. Къостайы проспект) — проспект в городе Владикавказ, Северная Осетия, Россия. Расположен в Затеречном и Северо-Западном муниципальных округах. Является самой протяженной магистральной улицей города.
Проспект назван в честь осетинского поэта, основоположника осетинской литературы Коста Левановича Хетагурова.

## Схема улицы
Начинается от Московского шоссе в районе поселка Редант-1, простирается на север и заканчивается на пересечении с Московской улицей в районе Архонского перекрестка.
Проспект Коста пересекается со многими улицами заречной части города. Проспект Коста пересекают улицы Грибоедова, Братьев Темировых, Пироговская, Ушинского, Ларская, Серафимовича, Шота Руставели, Цомака Гадиева, Мамсурова, Генерала Плиева, Митькина, Гикало, Дзержинского, Кубалова, Алагирская, Нальчикская, Пашковского, Таутиева, Островского, Весёлая, Генерала Мамсурова, Кольбуса, Слесаревская, Калинина, Зои Космодемьянской и Гугкаева.
От проспекта Коста начинаются улицы Ардонская, Братьев Газдановых, Гагарина, Барбашова и переулок Апшеронский.
На проспекте Коста заканчиваются улицы Красногвардейская, Ларионова и Леваневского.
На пересечении с улицей Генерала Плиева расположена площадь Героев. В районе пересечения проспекта Коста с улицей Калинина находится площадь Победы. Площадь 50-летия Октября расположена в районе пересечения проспекта Коста и улицы Гугкаева.

## История

### Тбилисское шоссе
Шоссе в южной части города. Отмечено на плане областного города Владикавказа 1911 года как Шоссе Военно-Грузинской дороги. С 1936 года — Тбилисское шоссе. Являлось продолжением Тифлисской (Тбилисской) улицы на юг.

### Тбилисская улица
Улица образовалась в середине XIX века. Первоначально название Тифлисская улица. С 1936 года — Тбилисская улица.

### Улица Ноя Буачидзе
2 октября 1918 года часть Тифлисской улицы, к северу от Ольгинской улицы, получила имя революционера Ноя Буачидзе.

Принять предложение Комиссара Народного Просвещения,… назвать Тифлисскую улицу в части её от Ольгинской улицы до слияния с Военно-Грузинской дорогой улицей Ноя Буачидзе.— постановление заседания Совета Народных Комиссаров Терской республики (§ 2. п. 2 от 2.10.1918).
27 марта 1965 года в связи со строительством Северо-Западного жилого района к улице Ноя Буачидзе была присоединена часть Архонского шоссе, от Широкой улицы на север до конца застройки. В конечном итоге, улица Ноя Буачидзе протянулась от улицы Орджоникидзе до пересечения с Московской улицей в районе Архонского перекрестка.

### Проспект Коста
30 января 1992 года Тбилисское шоссе, Тбилисская улица и улица Ноя Буачидзе объединены в одну улицу с названием Проспект Коста.

С учётом многочисленных обращений трудовых коллективов, общественных организаций и отдельных жителей Владикавказа и Северной Осетии, Тбилисское шоссе и его продолжение ул. Ноя Буачидзе, переименовать в проспект Коста (К. Л. Хетагурова).— решение Малого Совета Владикавказского Городского Совета народных депутатов от 30.01.1992
.

## Транспорт
Первая трамвайная линия на Тифлисской улице от Ольгинской улицы до Кадетского корпуса, появилась в 1913 году. В настоящее время по проспекту Коста ходят трамваи от Водной станции до улицы Калинина и от улицы Гугкаева до улицы Леваневского.
В 1977 году по улице Ноя Буачидзе на участке от улицы Барбашова до Волгоградской прошла первая линия орджоникидзевского троллейбуса, а в 1979 году была проложена линия от Волгоградской улицы до Московской. Троллейбус на проспекте Коста просуществовал до 2010 года.
В настоящее время на проспекте Коста действуют трамвайные маршруты № 1, 2, 4, 5, 7, 8, 9, 10.

## Значимые объекты
Объекты культурного наследия
- д. 19 — памятник истории[8]. Дом, где в 1964—1978 гг. жил и умер писатель Умар Абадиевич Богазов.
- д. 32 — 34 — памятник архитектуры[8]. Комплекс зданий бывшего Кадетского корпуса (Комплекс зданий: Главный корпус, строение 1 — литер А; Казарма, строение 2 — литер Б; Баня, строение 3, литер В; Штаб, строение 4, литер Г; Казарма, строение 25, литер Е; Водонапорная башня, строение 26, литер Ж). Построено в 1880-х, архитектор Тамашевский[9]. В настоящее время комплекс зданий принадлежит Министерству обороны РФ;
- д. 36/ военный городок № 29 корпус 14 — памятник истории. Дом, где жили: в 1938—1941 гг. Герой Советского Союза Пётр Наликович Кцоев, в 1969—1980 гг. Анатолий Николаевич Коркилаев[8];
- д. 53 — памятник истории. Дворец культуры. В этом здании в 1942—1943 годах формировались подразделения 3-й воздушно-десантной бригады 2-го воздушно-десантного корпуса, батальона 3-го полка народного ополчения, размещался штаб 273-го стрелкового полка Орджоникидзевской стрелковой дивизии войск НКВД[8].
- д. 74 — памятник истории. Дом, где в 1940—1942 гг. жил Герой Советского Союза Николай Николаевич Орищенко[8];
- д. 82 — памятник истории. Дом, где в 1965—1975 гг. жил писатель Владимир Дзарахович Секинаев[8];
- д. 90 — памятник истории. Дом, где жили: в 1965—1974 гг. — Герой Советского Союза Василий Михайлович Литвинов, в 1965—1966 гг. — поэт, драматург, литературовед Казбек Тимофеевич Казбеков, и в период с 1965 по 1982 гг. во время приездов в Осетию жил заслуженный врач РСФСР, ГДР и Венгерской Народной Республики, генерал-майор медицинской службы Сосланбек Бекирович Гатагов[8];
- д. 93 — Дом туриста[10].
- 136/ Нальчикская 12 — памятник истории. Школа, где в 1925—1932 годах учился Герой Советского Союза Василий Петрович Ларионов[8];
- д. 152 — памятник истории. Дом, где в 1955—1981 гг. жил и умер Герой Советского Союза, гвардии генерал-майор Ибрагим Магометович Дзусов[8];
- д. 161 — памятник истории. Дом, где жили: в 1910—1915 гг. — поэт и основоположник художественной прозы на осетинском языке Сека Гуцыриевич Гадиев и в 1917—1931 гг. — революционер, писатель, деятель культуры Цомак Секаевич Гадиев[8];
- д. 166 — памятник архитектуры федерального значения. Комплекс казарм Апшеронского полка[8];
- д. 172 — памятник истории. Школа. Построена в 1934 году. В 1942 году здесь размещались штаб Северо — Кавказского военного округа, 17 запасной артполк 3-й запасной артбригады. В 1943—1945 годах находился военный госпиталь № 1620. В 1947—1948 годах учился Герой Советского Союза Василий Дмитриевич Коняхин[8];
- д. 181 — памятник архитектуры[8]. Училище одноклассное приходское («Пушкинская школа»), построенное в ознаменование 100-летия со дня рождения А. С. Пушкина[11]. В настоящее время в здании размещается Детская художественная школа имени С. Д. Тавасиева;
- д. 195 — памятник архитектуры. Бывшее войсковое реальное училище. Архитектор В. И. Грозмани[8];
- д. 223 — памятник истории. Дом, где жили и умерли Герои Советского Союза: в 1976—1981 гг. — генерал-майор авиации Павел Максимович Берестнев, в 1970—1978 гг. — Бек Хаджимуссаевич Моргоев, в 1970—1984 гг. — писатель-фронтовик Тотырбек Исмаилович Джатиев[8];
- Красногвардейский парк — на территории парка находятся некрополь Аллея славы (объект культурного наследия[8]) и различные братские могилы.

Памятник природы
- В южной части проспекта находится восточный участок Владикавказского дендрария[12].

Другие объекты
- 8А — Водная станция — находится в южной части проспекта, на левом берегу реки Терек. Место массового отдыха горожан.
- 12 — Санаторий «Осетия»[13].
- 30 — Детская железная дорога.
- 51 — Дом молитвы евангельских христиан-баптистов (в советское время был Домом культуры «Строитель»[14]). Архитектор — Павел Шмидт.
- 134 — Главпочтамт — здание почтамта построено в 1980-х.
- 172 — Средняя школа № 30[15].
- 174 — Сквер вокруг Северо-осетинского государственного драматического театра им Бало Тхапсаева
- 195 — Политехнический техникум[16].
- 221 — Средняя школа № 26[17].
- 255 — Ночной клуб «Мираж».
- 288 — Средняя школа № 7[18].
- 289 — Детская поликлиника

Мемориалы и памятники
- Бюст А. С. Пушкина — установлен на здании Пушкинской школы.